# Wimbledon Championships 1929
Die 49. Auflage der Wimbledon Championships fand 1929 auf dem Gelände des All England Lawn Tennis and Croquet Club an der Church Road statt.
Aufgrund der hohen Nachfrage nach Eintrittskarten wurden weitere Sitzplätze am Center Court und dem Court No. 1 aufgebaut. Zum ersten Mal wurden elektronische Anzeigetafeln verwendet.

## Herreneinzel
Bei den Herren holte Henri Cochet seinen zweiten Titel nach 1927.

## Dameneinzel
Helen Wills Moody errang ihren dritten Titel in Folge. Im Finale schlug sie Helen Jacobs in zwei Sätzen.

## Herrendoppel
Im Herrendoppel siegten Wilmer Allison und John Van Ryn.

## Damendoppel
Phoebe Watson und Peggy Saunders errangen, wie bereits im Vorjahr, den Titel im Damendoppel.

## Mixed
Im Mixed waren Helen Wills Moody und Frank Hunter erfolgreich.

## Quelle
- J. Barrett: Wimbledon: The Official History of the Championships. HarperCollins Publishers, London 2001, ISBN 0-00-711707-8.